# Melanophylla dianeae
Melanophylla dianeae, gotovo nestala vrsta drveća iz porodice Torricelliaceae s otoka Madagaskara. Vrsta je imenovana po Diane Wyse Jackson, suprugi Petera Wyse Jacksona.
Melanophylla dianeae ima samo pet odraslih stabala na području na koje je snažno utjecalo čišćenje šuma za poljoprivredu metodom posijeci-i-spali. Međunarodna unija za zaštitu prirode ovu vrstu je rangirala kao "kritično ugroženom."  
Napori za uzgoj biljaka iz sjemena nisu uspjeli, pa se sada pokušava metodom zračnog plastenja.